# Anthurium yetlense
Anthurium yetlense är en kallaväxtart som beskrevs av Eizi Matuda. Anthurium yetlense ingår i släktet Anthurium och familjen kallaväxter. Inga underarter finns listade.